# Печатка Теннессі
Велика печатка штату Теннессі (англ. Great Seal of the State of Tennessee)  — один з державних символів штату Теннессі, США. 

## Історія
Наявність та використання Великої печатки штату Теннессі було офіційно закріплено Конституцією штату 6 лютого 1796 року, проте сама печатка була затверджена лише 25 вересня 1801 року. 
1987 року Генеральна асамблея штату Теннессі розглянула новий дизайн печатки штату, який в тому ж році був затверджений губернатором. Згідно з положенням державна печатка Теннессі зберігається у Генерального секретаря штату та використовується для скріплення офіційних документів, підписаних губернатором, а також на документах законодавчих зборів та комісій штату. 

## Опис
У верхній частині державної печатки штату Теннессі розташована римська цифра XVI, яка вказує на історичний факт входження Теннессі до складу США шістнадцятим за рахунком штатом. 
Верхню центральну частину печатки займають зображення плуга, снопа пшениці та бавовняної плантації, нижче розташоване англійське слово «Сільське господарство» («Agriculture»). Бавовна та пшениця завжди були і залишаються найважливішими товарами сільськогосподарського виробництва штату. 
У нижній центральній частині друку спочатку планувалося розмістити зображення човна з човнярем, але в остаточному варіанті були визначені плоскодонка без човняра та англійське слово «Комерція» («Commerce»). Річкова торгівля завжди була найважливішою частиною торговельних відносин штату, чому неабиякою мірою сприяло зручне географічне положення трьох річок в штаті: Теннессі, Камберленд та Міссісіпі. Річкові перевезення і останнім часом займають важливе місце в торгівлі штату Теннессі. 
На зовнішній окружності державної печатки розташовані слова « Велика печатка штату Теннессі » («The Great Seal of the State of Tennessee») та «1796». День і місяць « 6 лютого » прийняття першої Конституції штату виключені з дизайну чинної нині друку. 